# 32. Międzynarodowy Festiwal Filmowy w Wenecji
32. Międzynarodowy Festiwal Filmowy w Wenecji odbył się w dniach 25 sierpnia – 6 września 1971 roku. W czasie tej edycji imprezy nie obradowało jury, gdyż w latach 1969-1979 nie przyznawano na festiwalu nagród konkursowych. Swoje wyróżnienia przyznawali za to krytycy filmowi.

## Laureaci nagród
Nagroda FIPRESCI
- Krowa, reż. Dariush Mehrjui

Honorowy Złoty Lew
- Ingmar Bergman
- Marcel Carné
- John Ford